# Coupe d'Europe de hockey sur glace 1974-1975
Navigation
Coupe d'Europe 1973-1974 Coupe d'Europe 1975-1976
La Coupe d'Europe de hockey sur glace 1974-1975 fut la 10e édition de la Coupe d'Europe de hockey sur glace, première compétition européenne de club organisé par l'IIHF. La compétition se déroula du 26 octobre 1974 au 19 février 1977.

## Premier tour
| Équipe 1              | Score                 | Équipe 2          |
| --------------------- | --------------------- | ----------------- |
| SG Cortina            | 2:5, 3:4              | EC KAC            |
| HC Saint-Gervais      | 0:7, 2:6              | Ferencvárosi TC   |
| HK Olimpija Ljubljana | 6:2, 4:1              | HK CSKA Sofia     |
| SG Dynamo Weißwasser  | 14:2, 3:2             | Tilburg Trappers  |
| Berliner SC           | 7:5, 6:3              | Hasle/Løren IL    |
| HIFK                  | 8:7, 6:7 (3:1 t.a.b.) | Podhale Nowy Targ |

 CP Berne,  
 Leksands IF  : qualifiés d'office

## Deuxième tour
| Équipe 1              | Score    | Équipe 2             |
| --------------------- | -------- | -------------------- |
| EC KAC                | 8:6, 5:5 | Ferencvárosi TC      |
| HK Olimpija Ljubljana | 4:6, 2:8 | SG Dynamo Weißwasser |
| Berliner SC           | 3:4, 5:3 | CP Berne             |
| HIFK                  | forfait  | Leksands IF          |

## Troisième tour
| Équipe 1    | Score    | Équipe 2             |
| ----------- | -------- | -------------------- |
| EC KAC      | 1:8, 3:7 | SG Dynamo Weißwasser |
| Berliner SC | 1:3, 2:4 | HIFK                 |

 Dukla Jihlava,  
 Krylia Sovetov  :  qualifiés d'office

## Demi-finale
| Équipe 1       | Score     | Équipe 2             |
| -------------- | --------- | -------------------- |
| Krylia Sovetov | 4:1, 4:3  | SG Dynamo Weißwasser |
| HIFK           | 2:7, 4:10 | Dukla Jihlava        |

## Finale
| Équipe 1      | Score    | Équipe 2       |
| ------------- | -------- | -------------- |
| Dukla Jihlava | 3:2, 0:7 | Krylia Sovetov |

## Bilan
Après 6 victoires successives du CSKA Moscou, c'est un nouveau club moscovite qui remporte la 10e Coupe d'Europe, le Krylia Sovetov.